# سمستنه
سمستنه (به ایتالیایی: Semestene) یک کومونه در ایتالیا است که در استان ساساری واقع شده‌است. سمستنه ۳۹٫۸ کیلومتر مربع مساحت و ۲۰۶ نفر جمعیت دارد.